# Prays endocarpa
Prays endocarpa is een vlinder uit de familie Praydidae. De wetenschappelijke naam van de soort werd in 1919 gepubliceerd door Edward Meyrick.